# Ronnie Atkins
Ronnie Atkins, vlastním jménem Paul Christensen (* 16. listopadu 1964, Vejle, Dánsko), je dánský hudebník a zpěvák heavymetalové hudební skupiny Pretty Maids, kterou založil spolu s kytaristou Kenem Hammerem v roce 1981. Zároveň také od roku 2013 vystupuje s metalovou operou Avantasia, ve které se podílel jako zpěvák na dvou studiových albech; The Mystery of Time (2013) a Ghostlights (2016) a kapely Nordic Union se kterou nazpíval alba Nordic Union (2016), Second Coming (2018) a Animalistic (2022). 